# Turške slaščice
Turška slaščica ali lokum (osmansko turško لوقوم) je družina slaščic na osnovi želatine, škroba in sladkorja. Vrhunske sorte so v veliki meri sestavljene iz sesekljanih datljev, pistacij, lešnikov ali orehov, vezanih na želatino; tradicionalne sorte so pogosto aromatizirane z rožno vodo, mastiko, bergamot pomarančo ali limono. Slaščice se pogosto pakirajo in uživajo v majhnih kockah, posutih s sladkorjem v prahu, kopro ali vinskim kamnom v prahu, da se prepreči sprijemanje. Drugi pogosti okusi vključujejo cimet in meto. V proizvodnem procesu se Saponaria lahko uporablja kot emulgirni dodatek.
Izvor turške slaščice ni natančno znan, znano pa je, da so slaščico izdelovali v Turčiji in Iranu (Perzija) že v poznem 18. stoletju.

## Zgodovina
Natančen izvor teh sladkarij je treba še dokončno ugotoviti; vendar pa turška beseda lokum izvira iz arabske al-lukum. V arabskem svetu se turške slaščice imenujejo رَاحَة الْحُلْقُوم (rāḥat al-ḥulqūm), kar pomeni »udobje za grlo«.
Po podatkih podjetja Hacı Bekir se je Bekir Efendi, po opravljenem hadžu poimenoval Hacı Bekir, iz domačega mesta Kastamonu preselil v Carigrad in leta 1777 odprl svojo slaščičarno v okrožju Bahçekapı. Proizvajal je različne vrste bonbonov in lokumov, kasneje tudi edinstveno obliko lokuma iz škroba in sladkorja. Družinsko podjetje, zdaj že peta generacija, še vedno deluje pod imenom ustanovitelja.
Tim Richardson, zgodovinar sladkarij, je podvomil o priljubljenem pripisu Hacıja Bekirja kot izumitelju turške slaščice in zapisal, da so »določena imena in datumi pogosto napačno povezani z izumom določenih sladkarij, nenazadnje iz komercialnih razlogov«. Podobni arabski in perzijski recepti, vključno z uporabo škroba in sladkorja, so bili več stoletij pred Bekirjem. Oxford Companion to Food navaja, da čeprav Bekirju pogosto pripisujejo izum, zanj ni trdnih dokazov.
Turška slaščica se pogosto prodaja v šesterokotnih škatlah.

## Ime
Turški imeni lokma in lokum izhajata iz arabske besede luqma(t) (لُقْمَة) in njene množine luqam (لُقَم), ki pomeni 'zalogaj' in 'zalogaji'  ter alternativnega osmanskega turškega imena, rahat-ul hulküm, je bila arabska formulacija, rāḥat al-hulqūm (رَاحَةُ ٱلْحُلْقُوم‎), kar pomeni 'udobje v grlu', kar ostaja ime v uradni arabščini. V Libiji, Savdovi Arabiji, Alžiriji in Tuniziji je znan kot ḥalqūm, v Kuvajtu pa se imenuje كبده الفرس kabdat alfaras; v Egiptu se imenuje malban (ملبن [ˈmælbæn]) ali ʕagameyya, v Libanonu in Siriji pa rāḥa (راحة). Njegovo ime v različnih vzhodnoevropskih jezikih izhaja iz osmanskega turškega lokum (لوقوم) ali rahat-ul hulküm. Njegovo ime v grščini λουκούμι (loukoumi) ima podobno etimologijo kot sodobna turščina in se trži kot 'grški užitek'. Na Cipru, kjer ima sladica zaščiteno geografsko označbo (ZGO), se trži tudi kot Cyprus Delight. V armenščini se imenuje lokhum (լոխում). V asirščini je läoma. Njegovo ime v Bosni in Hercegovini ter Izraelu je rahat lokum in izhaja iz zelo stare zmede dveh imen, ki jih najdemo že v osmanski turščini; pravzaprav lahko to mešano ime najdemo tudi danes v Turčiji. Njegovo ime v srbohrvaščini je ratluk, zmanjšana oblika istega imena. V perzijščini se imenuje rāhat-ol-holqum (راحت الحلقوم). Na indijski podcelini je njegova različica znana kot karači halva ali bombajska halva.

## Po svetu

### Evropa

#### Bolgarija
V bolgarščini je turška slaščica znana kot lokum (локум) in uživa nekaj priljubljenosti. Čeprav je domnevno prišla z Osmanskim cesarstvom, je morda prišla prej, saj je bil Bližnji vzhod na državo zelo vpliven v smislu kuhinje. Bolgarija proizvaja lastne blagovne znamke lokuma, ki je lahko navaden ali začinjen z cvetnimi listi vrtnic, belimi orehi ali endreshe.

#### Grčija
V Grčiji je turška slaščica, znana kot loukoumi [λουκούμι], zelo priljubljena poslastica že od 19. stoletja, slavno pridelana v mestu Patras, Patrina loukoumia, pa tudi na otoku Siros in severnih grških mestih Solun, Serres in Komotini pa tudi drugod. Loukoumi je običajna tradicionalna poslastica, ki jo redno postrežejo namesto piškotov skupaj s kavo. Poleg običajnih sort rožne vode in bergamotke je na voljo in zelo priljubljen loukoumi z okusom mastike. Še en posladek, podoben loukoumiju, ki ga izdelujejo izključno v mestu Serres, je Akanés.

#### Romunija in Moldavija
Romunska beseda za opis te slaščice je rahat, okrajšava od arabskega rahat ul-holkum. Vendar pa je v romunskem jeziku beseda rahat imela slabšalen pomen, v tem primeru evfemizem, ki se prevaja kot sranje. Po mnenju jezikoslovca Lazărja Șăineanuja so turške besede, ki so prišle v romunski jezik v 17. in 18. stoletju, večinoma zastarele in pridobile slabšalen ali ironičen pomen. Politično in družbeno je to oslabilo vpliv osmanske družbe, deli osmanskega turškega jezika, ki se v romunskem jeziku niso uspeli ukoreniniti, pa so dobili pridih ironije in postali rudnik humoristične literature. Rahat se je kot je ali je dodan v številne romunske torte, imenovane cornulețe, cozonac ali salam de biscuiţi.

#### Albanija in bivša Jugoslavija
V državah nekdanje Jugoslavije, ki so bile pod Osmani (Srbija, Bosna in Hercegovina, Črna gora, Severna Makedonija, Hrvaška, Kosovo), pa tudi v Albaniji je lokut znan kot rahat-lokum, ratluk ali lokum. Uveden je bil v času osmanske vladavine na Balkanu in je ostal priljubljen. Danes ga običajno uživamo s kavo. Vrtnica in oreh sta najpogostejši aromi.

#### Irska, Združeno kraljestvo in druge države Commonwealtha
Fry's Turkish Delight trži Cadbury v Združenem kraljestvu, na Irskem, v Avstraliji, Južni Afriki, Kanadi in Novi Zelandiji. Je z okusom rožne vode in z vseh strani prelit z mlečno čokolado. Proizvodnja v Združenem kraljestvu se je kontroverzno preselila na Poljsko leta 2010. Hadji Bey je bil armenski emigrant na Irsko, ki je leta 1902 ustanovil podjetje - še vedno obstoječe - za proizvodnjo rahat lokouma za irski in pozneje britanski trg.

### Severna Amerika
Podjetje Nory Candy na območju Velikega Los Angelesa proizvaja turške slaščice ali Rahat Locum od leta 1964. Podjetje proizvaja različne sadne in eksotične okuse, vključno z vrtnico in sladkim korenom, pa tudi sorte, ki vključujejo oreščke, kot so mandlji, pistacije in orehi.
Leta 1930 sta dva armenska priseljenca, Armen Tertsagian in Mark Balaban, ustanovila Liberty Orchards v Cashmereju v Washingtonu in začela proizvajati "Aplets" (locoum iz jabolk in orehov) in "Cotlets" (locoum iz marelic in orehov). Leta 1984 so dodali linijo "Fruit Delights" z mešanim okusom v sortimentih jagod, malin, pomaranč, borovnic, breskev, brusnic in ananasa. Čeprav se vse te slaščice tržijo pod blagovnimi znamkami v ameriškem slogu, so na embalaži izdelkov opisane kot "Locoum".
V Kanadi je čokoladna tablica Big Turk, ki jo je izdelal Nestlé, sestavljena iz temno magenta turške slaščice, prevlečene z mlečno čokolado.

### Brazilija
Slaščica je v Braziliji znana kot Manjar Turco, Delícia Turca, Bala de Goma Síria ali Bala de Goma Árabe. Kot pri večini bližnjevzhodnih jedi je prišla z levantinsko arabsko diasporo v Latinsko Ameriko.

### Filipini
Slaščica je na Filipine prispela z mednarodno trgovino, verjetno v 19. ali 20. stoletju. Točen datum ni znan. Vendar pa je njena priljubljenost postala očitna šele v 1980-ih in 1990-ih. Filipinska različica se imenuje chewy gulaman. Gulaman v prevodu pomeni filipinski žele. Tradicionalno je žvečilni gulaman narejen iz različnih vrst morskih rastlin, ki uspevajo na tropskih filipinskih otokih. Ko je žele oblikovan in ima žvečljivo konsistenco, ga nato prekrijemo z avtohtonim škrobom ali filipinskimi kokosovimi ostružki, da se prepreči oprijemanje. V zadnjih letih se sladkor uporablja tudi kot prekrivno nadomestilo. Večina masovno proizvedenih žvečilnih gulamanov je danes pokrita s sladkorjem, namesto s tradicionalnimi oblogami.

## Zaščitena geografska označba
Kljub svetovni priljubljenosti in proizvodnji v več državah je trenutno edina zaščitena geografska označba (ZGO) za tak izdelek ime Λουκούμι Γεροσκήπου (Loukoumi Geroskipou) za turško slaščica, izdelano v Yeroskipouju na Cipru.

## Podobni izdelki
Turška slaščica je bila zgodnja predhodnica želeja, ki je navdihnila njegovo gumijasto notranjost.
Obstajajo gurmanski parfumi, ki temeljijo na turški slaščici, kot so Loukhoum  avtorja Ava Luxe, Loukhoum  Keiko Mecheri in Rahät Loukoum  avtorja Serge Lutens.

## V popularni kulturi
Turška slaščica je predstavljena kot začarana slaščica, ki jo Bela čarovnica uporablja, da pridobi zvestobo Edmunda Pevensieja v filmu Lev, čarovnica in garderoba (1950) C. S. Lewisa. Prodaja turške slaščice se je povečala po izidu filma Kronike Narnije iz leta 2005 v kinematografih. 
V The Falcon and the Winter Soldier epizodi Ves svet gleda baron Zemo podobno uporablja turško slaščico (za katero trdi, da je "neustavljiva" in je bila najljubša sladkarija njegovega pokojnega sina) za pridobivanje informacij od latvijskega dekleta.
Epizoda TV serije Mickey Mouse - "Turkish Delights" se odvija v Turčiji, kjer Mickey, Donald in Goofy tekmujeta v prodaji slaščic na Velikem bazarju.
Spletni strip xkcd s številko 1980 Turkish Delight govori o avtorjevih velikih pričakovanjih in kasnejšega razočaranja nad okusom turške slaščice, na katero vplivajo Kronike Narnije.